# WWE・ノー・マーシー
ノー・マーシー(No Mercy)は、アメリカのプロレス団体WWEが主宰するプロレスの興行、および同興行のテレビ番組（PPV）である。開催は1年に1回。

## 試合結果

### 第1回大会（1999年）WWF No Mercy 1999
- 開催日 : 10月17日
- 開催場所 : オハイオ州クリーブランドのガンド・アリーナ
- 観客動員数 : 18,742人

- ○ザ・ゴッドファーザー vs ミディオン●

- WWF女子王座戦 -WWF Women's Championship-

●アイボリー(c) vs ファビュラス・ムーラ○
- ○ホーリーズ(ハードコア・ホーリー&クラッシュ・ホーリー) vs ニュー・エイジ・アウトローズ(ロード・ドッグ&ビリー・ガン)●

- グッド・ハウスキーピング・マッチ形式WWFインターコンチネンタル王座戦 -Good Housekeeping Match for the WWF Intercontinental Championship-

●ジェフ・ジャレット(c) vs チャイナ○
- ○ザ・ロック vs ブリティッシュ・ブルドッグ●

- タッグ・チーム・ラダー・マッチ -Tag team ladder Match-

○ニュー・ブラッド(マット・ハーディー&ジェフ・ハーディー) vs エッジ&クリスチャン●
- ○バル・ビーナス vs マンカインド●

- 4-コーナーズ・エリミネーション・マッチ -Four-Corners Elimination Match-

○Xパック vs ケイン vs ファルーク vs ブラッドショー
- エニシング・ゴーズ・マッチ形式WWF王座戦 -Anything Goes Match for the WWF Championship-

○トリプルH(c) vs "ストーンコールド" スティーブ・オースチン●

### 第2回大会（2000年）WWF No Mercy 2000
- 開催日 : 10月22日
- 開催場所 : ニューヨーク州オールバニのペプシ・アリーナ
- 観客動員数 : 14,342人

- ダッドリー・ボーイズ・インビテーショナル・テーブル・マッチ -Dudley Boyz Invitational Tables Match -

○ダッドリー・ボーイズ(ババ・レイ&ディーボン) vs ライト・トゥ・センサー(ブル・ブキャナン&ザ・グッドファーザー) vs レイヴェン&タズ vs ロー・ダウン(ディーロ・ブラウン&チャズ vs トゥ・クール(スコッティ・2・ホッティ&グランマスター・セクセイ)
- △APA(ブラッドショー&ファルーク)&リタ vs T&A(テスト&アルバート)&トリッシュ・ストラタス△

- スティール・ケージ・マッチ -Steel cage Match-

○クリス・ジェリコ vs Xパック●
- ○バル・ビーナス&スティーブン・リチャーズ vs チャイナ&ミスター・アス●

- ノー・ホールズ・バード・マッチ -No Holds Barred Match-

△"ストーンコールド" スティーブ・オースチン vs リキシ△
※試合終盤、場外にてリキシに対してオースチンが入場時に乗ってきたトラックを使い、前年のサバイバー・シリーズで起きた轢き逃げ事件の復讐として、リキシを轢き潰そうとするも寸前で警察がパトカーを使って阻止、そのままオースチンを逮捕してしまった為に無効試合となる。
- WWFヨーロピアン王座戦 -WWF European Championship-

○ウィリアム・リーガル(c) vs ミディオン●
- WWFタッグ王座戦 -WWF Tag Team Championship-

●ハーディー・ボーイズ(マット・ハーディー&ジェフ・ハーディー)(c) vs コンキスタドールズ(コンキスタドール・ウノ&コンキスタドール・ドス)○
- ○トリプルH vs クリス・ベノワ●

- ノーDQ形式WWF王座戦 -No Disqualification Match for the WWF Championship-

●ザ・ロック(c) vs カート・アングル○

### 第3回大会（2001年）WWF No Mercy 2001
- 開催日 : 10月21日
- 開催場所 : ミズーリ州セントルイスのサヴィス・センター
- 観客動員数 : 15,647人
- 公式大会曲 : Saliva - Click Click Boom

- サンデー・ナイト・ヒート・マッチ -Sunday Night HEAT Match-

○A.P.A（ブラッドショー＆ファルーク）（WWF） vs クリス・キャニオン＆ヒュー・モラス（Alliance）●
- サンデー・ナイト・ヒート・マッチ/WWEクルーザー級王座戦 -Sunday Night HEAT Match/WWF Cruiserweight Championship -

○ビリー・キッドマン(c)（Alliance） vs スコッティ・2・ホッティ（WWF）●
- WCWタッグ王座戦 -WCW Tag Team Championship-

○ハーディー・ボーイズ（マット・ハーディー＆ジェフ・ハーディー）(c)（w / リタ）（WWF） vs ランス・ストーム＆ザ・ハリケーン（w / マイティ・モーリー＆アイボリー）（Alliance）●
- ○テスト（Alliance） vs ケイン（WWF）●

- ランジェリー・マッチ -Lingerie Match-

○トリー・ウィルソン（WWF） vs ステイシー・キーブラー（Alliance）●
- ラダー・マッチ形式WWFインターコンチネンタル王座戦 -Ladder Match for the WWF Intercontinental Championship-

●クリスチャン(c)（Alliance） vs エッジ（WWF）○
- WWFタッグ王座戦 -WWF Tag Team Championship-

○ダッドリー・ボーイズ（ババ・レイ・ダッドリー＆ディーボン・ダッドリー）(c)（Alliance） vs ビッグ・ショー＆タジリ（WWF）●
- ○ジ・アンダーテイカー（WWF） vs ブッカー・T（Alliance）●

- WCW王座戦 -WCW Championship-

●ザ・ロック(c)（WWF） vs クリス・ジェリコ（WWF）○
- トリプルスレット形式WWF王座戦 -Triple Threat Match for the WWF Championship-

○"ストーンコールド" スティーブ・オースチン(c)（Alliance） vs カート・アングル（WWF） vs ロブ・ヴァン・ダム（Alliance）●

### 第4回大会（2002年）WWE No Mercy 2002
- 開催日 : 10月20日
- 開催場所 : アーカンソー州リトルロックのオールテル・アリーナ
- 観客動員数 : 9,074人

- サンデー・ナイト・ヒート・マッチ -Sunday Night HEAT Match-

○ザ・ハリケーン vs スティーブン・リチャーズ●
- 世界タッグ王座戦 -World Tag Team Championship-（RAW）

○クリス・ジェリコ＆クリスチャン(c) vs ブッカー・T＆ゴールダスト●
- ○トリー・ウィルソン vs ドーン・マリー●（SmackDown!）

- ○ロブ・ヴァン・ダム vs リック・フレアー●（RAW）

- WWEクルーザー級王座戦 -WWE Cruiserweight Championship-（SmackDown!）

○ジェイミー・ノーブル(c)（w / ニディア） vs タジリ●
- 世界ヘビー級王座＆WWEインターコンチネンタル王座統一戦 -World Heavyweight Championship and WWE Intercontinental Championship Unification Match-（RAW）

○トリプルH（世界ヘビー級王者） vs ケイン（WWEインターコンチネンタル王者）●
世界ヘビー級王座がWWEインターコンチネンタル王座を吸収
- 初代WWEタッグ王座決定トーナメント決勝戦 -Tournament Final for the first-ever WWE Tag Team Championship-（SmackDown!）

○カート・アングル＆クリス・ベノワ vs レイ・ミステリオ＆エッジ●
- WWE女子王座戦 -WWE Women's Championship-（RAW）

○トリッシュ・ストラタス(c) vs ビクトリア●
- ヘル・イン・ア・セル形式WWE王座戦 -Hell in a Cell Match for the WWE Championship-（SmackDown!）

○ブロック・レスナー(c)（w / ポール・ヘイマン） vs ジ・アンダーテイカー●

### 第5回大会（2003年）WWE SmackDown!'s No Mercy 2003
- 開催日 : 10月19日
- 開催場所 : メリーランド州ボルチモアのファースト・マリナー・アリーナ
- 観客動員数 : 8,500人
- 公式大会曲 : Dope - Today Is The Day

- サンデー・ナイト・ヒート・マッチ -Sunday Night HEAT Match-

○ビリー・キッドマン vs シャノン・ムーア●
- WWEクルーザー級王座戦 -WWE Cruiserweight Championship-

○タジリ(c) vs レイ・ミステリオ●
- ○クリス・ベノワ vs A-トレイン●

- ○ザック・ゴーウェン vs マット・ハーディー（w / シャノン・ムーア）●

- ○バシャム・ブラザーズ（ダニー・バシャム＆ダグ・バシャム）（w / シャニークワ） vsA.P.A（ブラッドショー＆ファルーク）●

- "アイ・クイット" マッチ -"I Quit" Match-

○ミスター・マクマホン（w / セーブル） vs ステファニー・マクマホン（w / リンダ・マクマホン）●
- ○カート・アングル vs ジョン・シナ●

- WWE・US王座戦 -WWE United States Championship-

●エディ・ゲレロ(c) vs ビッグ・ショー○
- バイカー・チェーン・マッチ形式WWE王座戦 -Biker Chain Match for the WWE Championship-

○ブロック・レスナー(c) vs ジ・アンダーテイカー●

### 第6回大会（2004年）WWE SmackDown!'s No Mercy 2004
- 開催日 : 10月3日
- 開催場所 : ニュージャージー州イーストラザフォードのコンチネンタル・エアラインズ・アリーナ
- 観客動員数 : 10,000人

- サンデー・ナイト・ヒート・マッチ -Sunday Night HEAT Match-

○マーク・ジンドラック vs スコッティ・2・ホッティ●
- ○エディ・ゲレロ vs ルーサー・レインズ（w / マーク・ジンドラック）●

- WWEクルーザー級王座戦 -WWE Cruiserweight Championship-

○スパイク・ダッドリー(c)（w / ババ・レイ・ダッドリー＆ディーボン・ダッドリー） vs ナンジオ（w / ジョニー・スタンボリー）●
- ○ビリー・キッドマン vs ポール・ロンドン●

- WWEタッグ王座戦 -WWE Tag Team Championship-

○ケンゾー・スズキ＆レネ・デュプリー(c)（w / ヒロコ） vs レイ・ミステリオ＆ロブ・ヴァン・ダム●
- ○ビッグ・ショー vs カート・アングル●

- WWE・US王座5番勝負第5戦 -Best of Five Series Match, Match #5 for the WWE United States Championship-

●ブッカー・T(c) vs ジョン・シナ○
- ○チャーリー・ハース,リコ＆ミス・ジャッキー vs ダッドリー・ボーイズ（ババ・レイ・ダッドリー＆ディーボン・ダッドリー）＆ドーン・マリー●

- ラスト・ライド・マッチ形式WWE王座戦 -Last Ride Match for the WWE Championship-

○ジョン "ブラッドショー" レイフィールド(c) vs ジ・アンダーテイカー●

### 第7回大会（2005年）WWE SmackDown!'s No Mercy 2005
- 開催日 : 10月9日
- 開催場所 : テキサス州ヒューストンのトヨタセンター
- 観客動員数 : 7,000人
- 公式大会曲 : Shinedown - Save Me

- サンデー・ナイト・ヒート・マッチ -Sunday Night HEAT Match-

○ウィリアム・リーガル＆ポール・バーチル vs ポール・ロンドン＆ブライアン・ケンドリック●
- ○リージョン・オブ・ドゥーム（ロード・ウォリアー・アニマル＆ハイデンライク）＆クリスティ・ヘミー vs MNM（ジョニー・ナイトロ＆ジョイ・マーキュリー＆メリーナ）●

- ○ボビー・ラシュリー vs サイモン・ディーン●

- フェイタル4ウェイ形式WWE・US王座戦 -Fatal Four-Way Match for the WWE United States Championship-

○クリス・ベノワ(c) vs オーランド・ジョーダン vs ブッカー・T（w / シャメール） vs クリスチャン●
- ○Mr.ケネディ vs ハードコア・ホーリー●

- ○ジョン "ブラッドショー" レイフィールド（w / ジリアン） vs レイ・ミステリオ●

- ハンディキャップ形式カスケット・マッチ -Handicap Casket Match-

○ランディ・オートン＆"カウボーイ" ボブ・オートン vs ジ・アンダーテイカー●
- WWEクルーザー級王座戦 -WWE Cruiserweight Championship-

●ナンジオ(c)（w / ヴィトー） vs フベントゥ（w / シコシス、スーパー・クレイジー）○
- 世界ヘビー級王座戦 -World Heavyweight Championship-

○バティスタ(c) vs エディ・ゲレロ●

### 第8回大会（2006年）WWE SmackDown!'s No Mercy 2006
- 開催日 : 10月8日
- 開催場所 : ノースカロライナ州ローリーのRBCセンター
- 観客動員数 : 9,000人

- ダーク・マッチ -Dark Match-

○ジミー・ワン・ヤン vs シルヴァン●
- ○マット・ハーディー vs グレゴリー・ヘルムズ●

- WWEタッグ王座戦 -WWE Tag Team Championship-

○ポール・ロンドン＆ブライアン・ケンドリック(c)（w / アシュリー） vs アイドル・スティーブンス＆K.C.ジェームス（w / ミシェル・マクール）●
- ○MVP vs マーティー・ガーナー●

- ○Mr.ケネディ vs ジ・アンダーテイカー●

ジ・アンダーテイカーの反則負け
- フォールズ・カウント・エニウェア・マッチ -Falls Count Anywhere Match-

○レイ・ミステリオ vs チャボ・ゲレロ（w / ヴィッキー・ゲレロ）●
- ○クリス・ベノワ vs サー・ウィリアム・リーガル●

- フェイタル4ウェイ形式世界ヘビー級王座戦 -Fatal Four-Way Match for the World Heavyweight Championship-

○キング・ブッカー(c)（w / クイーン・シャーメル） vs ボビー・ラシュリー vs バティスタ vs フィンレー●

### 第9回大会（2007年）WWE No Mercy 2007
- 開催日 : 10月7日
- 開催場所 : イリノイ州ローズモントのオールステート・アリーナ
- 観客動員数 : 12,500人

- ダーク・マッチ -Dark Match-

○ハードコア・ホーリー vs コーディ・ローデス●
- 空位のWWE王座をランディ・オートンへ授与

- WWE王座戦 -WWE Championship-

●ランディ・オートン(c) vs トリプルH○
- ●ジェフ・ハーディー＆ポール・ロンドン＆ブライアン・ケンドリック vs Mr.ケネディ＆ケイド&マードック○

- ECW王座戦 -ECW Championship-

○CMパンク(c) vs ビック・ダディ・V●
- WWE王座戦 -WWE Championship-

○トリプルH(c) vs ウマガ●
- ●フィンレー vs レイ・ミステリオ○

- WWE女子王座戦 -WWE Women's Championship-

●キャンディス・ミシェル(c) vs ベス・フェニックス○
- パンジャーブ・プリズン・マッチ形式世界ヘビー級王座戦 -Punjabi Prison Match for the World Heavyweight Championship-

○バティスタ(c) vs グレート・カリ●
- ラストマン・スタンディング・マッチ形式WWE王座戦 -WWE Championship-

●トリプルH(c) vs ランディ・オートン○

### 第10回大会（2008年）WWE No Mercy 2008
- 開催日 : 10月5日
- 開催場所 : オレゴン州ポートランドのローズガーデン
- 観客動員数 : 10,000人
- 公式大会曲 : Metallica - All Nightmare Long

- ダーク・マッチ -Dark Match-

○カリート＆プリモ・コロン vs ジョン・モリソン＆ザ・ミズ●
- ECW王座戦 -ECW Championship-

○マット・ハーディー(c) vs マーク・ヘンリー●
- WWE女子王座戦 -WWE Women's Championship-

○ベス・フェニックス(c) vs キャンディス・ミシェル●
- ○レイ・ミステリオ vs ケイン●

- ○バティスタ vs JBL●

- ●ジ・アンダーテイカー vs ビッグ・ショー○

- WWE王座戦 -WWE Championship-

○トリプルH(c) vs ジェフ・ハーディー●
- ラダー・マッチ形式世界ヘビー級王座戦 -Ladder Match for the World Heavyweight Championship-

○クリス・ジェリコ(c) vs ショーン・マイケルズ●

### 第11回大会（2016年）WWE SmackDown LIVE's No Mercy 2016
- 開催日 : 10月9日
- 開催場所 : カリフォルニア州サクラメントのゴールデン1センター
- 観客動員数 : 14,324人
- 公式大会曲 : Kit - "No Mercy"

- キックオフ・ショー/8人タッグマッチ -Kickoff Show/8-man tag team match-

○ハイプ・ブロス(ザック・ライダー&モジョ・ローリー)&アメリカン・アルファ(ジェイソン・ジョーダン&チャド・ゲイブル) vs ジ・アセンション(ビクター&コナー)&ボードビリアンズ(エイデン・イングリッシュ&サイモン・ゴッチ)●
- トリプルスレット形式WWE世界王座戦 -Triple threat match for the WWE World Championship-

○AJスタイルズ(c) vs ディーン・アンブローズ vs ジョン・シナ
- ○ニッキー・ベラ vs カーメラ●

- WWEスマックダウンタッグチーム王座戦 -WWE SmackDown Tag Team Championship-

○ヒース・スレーター&ライノ(c) vs ウーソズ (ジェイ・ウーソ&ジミー・ウーソ)●
- ○バロン・コービン vs ジャック・スワガー●

- タイトル vs 引退戦 -Title vs. Career match for the WWE Intercontinental Championship-

●ザ・ミズ(w/マリース)(c) vs ドルフ・ジグラー○
ジグラーは負けたら引退
- ○ナオミ vs アレクサ・ブリス●

- ○ブレイ・ワイアット vs ランディ・オートン●

### 第12回大会（2017年）WWE RAW's No Mercy 2017
- 開催日 : 9月24日
- 開催場所 : カリフォルニア州ロサンゼルスのステイプルズ・センター
- 観客動員数 : 16,106人
- 公式大会曲 : Kit  - "No Mercy"

- キックオフ・ショー -Kickoff Show-

○イライアス vs アポロ・クルーズ●
- WWEユニバーサル王座戦 -WWE Universal Championship-

○ザ・ミズ(w / ミズトラージ(ボー・ダラス&カーティス・アクセル))(c) vs ジェイソン・ジョーダン●
- ○フィン・ベイラー vs ブレイ・ワイアット●

- WWE RAWタッグチーム王座戦 -WWE Raw Tag Team Championship-

○ディーン・アンブローズ&セス・ロリンズ(c) vs シェイマス&セザーロ●
- フェイタル5ウェイエリミネーション形式RAW女子王者戦 -Fatal 5 Way Elimination Match for the WWE RAW Women's Championship-

○アレクサ・ブリス(c) vs サシャ・バンクス vs ナイア・ジャックス vs エマ vs ベイリー
- ○ロマン・レインズ vs ジョン・シナ●

- WWEクルーザー級王座戦 -WWE Cruiserweight Championship-

●ネヴィル(c) vs エンツォ・アモーレ○
- WWEユニバーサル王座戦 -WWE Universal Championship-

○ブロック・レスナー(w / ポール・ヘイマン)(c) vs ブラウン・ストローマン●